# Famagusta
Famagusta (řecky Αμμόχωστος, Ammóchostos; turecky Mağusa nebo Gazimağusa) je město na východě Kypru, ve stejnojmenné zátoce Středozemního moře. Má okolo 35 000 obyvatel. Od roku 1983 leží na území Severokyperské turecké republiky.

Ve městě se nachází řada historických památek, jako je klášter svatého Barnabáše, Othellova věž nebo gotická katedrála, přebudovaná na mešitu Lala Mustafa Paša.

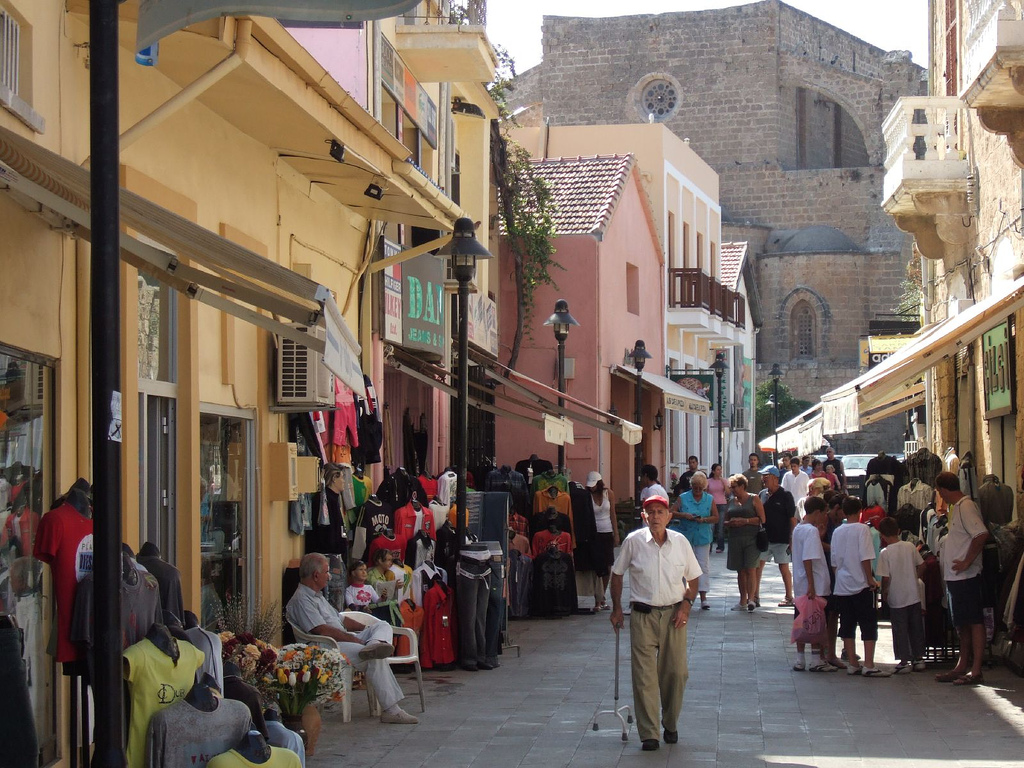
Historický střed města

Jižní předměstí Varoša, obývané etnickými Řeky, bylo za občanské války v roce 1974 opuštěno a hlídají jej od té doby jednotky Organizace spojených národů.
Ve městě sídlí Eastern Mediterranean University, založená v roce 1979. Hlavním zdrojem příjmů pro ekonomiku Famagusty je turistický ruch.
Z města pocházejí fotbalové kluby Anorthosis Famagusta a Nea Salamis Famagusta FC, které od rozdělení Kypru hrají v Larnace, a Mağusa Türk Gücü, účastník severokyperské nejvyšší soutěže.

## Historie

### Nejstarší období
Město bylo založeno ve 4. století př. n. l. pod názvem Arsinoe podle královny Arsinoé II., později bylo díky svým písečným plážím přejmenováno na Ammóchostos („skryté v písku“), název byl přeložen do latiny jako Famagusta. Rybářská vesnice získala na významu poté, co se sem v 7. století přestěhovali obyvatelé zaniklého města Salamis. Až do roku 1291 byla Famagusta rybářskou vesnicí, pozoruhodnou jen pro hluboké vody zálivu.  
Pád Tyru a následný exodus křižáků a dalších křesťanů ze Svaté země proměnil rybářskou Famagustu v jedno z nejbohatších center křesťanského světa. Právě zde se usadilo mnoho uprchlíků v naději, že se do Palestiny brzy vrátí. V roce 1373 se Famagusta dostala pod vládu Janovské republiky a v 15. století nad ní převzali moc Benátčané. Za jejich vlády byla Famagusta nejvýznamnějším obchodním městem křesťanské Levanty. 

### Turecké obléhání
Famagusta se proslavila hrdinnou obranou Benátčanů před osmanskými jednotkami sultána Selima II. Obléhání Famagusty začalo v říjnu 1570 a Benátčané zpočátku snadno odráželi osmanské útoky. Benátské flotĕ se podařilo blokádu přístavu prorazit a do města dorazily pozemní posily, čímž posádka posílila na 7 tisíc obránců. Turkům ale postupně přibývaly další posily, v dubnu 1571 jich bylo již 50 tisíc a tak začalo skutečné obléhání. 
I přes brutální dělostřelecké ostřelování se Benátčané drželi a odvážně bojovali proti opakovaným zoufalým útokům muslimů. Velitel osmanských vojsk Lala Mustafa Paša nabídl veliteli města Marcatoniu Bragadinovi velmi příznivé podmínky kapitulace, byl ale odmítnut. Když 1. srpna 1571 obráncům došly zásoby potravin, zahájil Bragadin jednání s Mustafou, který slíbil hrstce zbývajících obránců Famagusty volný ústup. Když však benátští obránci kapitulovali, Turci se na ně vrhli a mnohé z nich pozabíjeli, zbytek zajali - velitele obránců Bragadina stáhli z kůže a jeho tělo pověsili na stožár lodi.
Pod tureckou nadvládou město zůstalo až do roku 1878, kdy bylo spolu s celým Kyprem přenecháno Velké Británii.

## Partnerská města
- Smyrna, Turecko (1974)
- Korfu, Řecko (1994)
- Patra, Řecko (1994)
- Antalya, Turecko (1997)
- Salamis, Řecko (1998)
- Struga, Severní Makedonie
- Athény, Řecko (2005)

## Zajímavosti
- Shakespearova hra Othello se odehrává ve Famagustě = na místním hradu je možné navštívit Othellovu věž